# Joely Richardson
Pour l’article homonyme, voir Richardson.
Joely Richardson est une actrice anglaise, née le 9 janvier 1965 à Londres au sein d'une lignée du théâtre et du cinéma.

## Biographie

### Enfance et formation
D'un milieu d'acteurs, elle est la fille du réalisateur Tony Richardson et de l'actrice Vanessa Redgrave (qui joue le rôle de sa mère dans la série Nip/Tuck). 
Elle est donc la petite-fille de l'acteur Michael Redgrave et de la comédienne Rachel Kempson, la nièce de l'actrice Lynn Redgrave et de l'acteur Corin Redgrave, la sœur de l'actrice Natasha Richardson et la belle-sœur du comédien Liam Neeson. 
Elle est aussi la demi-sœur de l'écrivain et cinéaste Carlo Nero et la belle-fille de l'acteur italien Franco Nero.

### Carrière

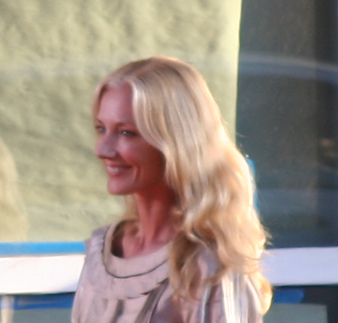
Lors de l'avant-première hollywoodienne du film La Vengeance dans la peau, en juillet 2007.

Elle débute en 1984 avec un petit rôle dans le film réalisé par son père, Tony Richardson, L'Hôtel New Hampshire avec Jodie Foster puis se fait remarquer dans le film de Peter Greenaway, Triple Assassinat dans le Suffolk aux côtés de Joan Plowright et de Juliet Stevenson.
Elle perce dans les années 1990 grâce à de solides seconds rôles dans des superproductions telles que Une lueur dans la nuit, en 1992, où elle joue double-jeu face à Melanie Griffith, puis en 1994 dans le drame inspiré de l'affaire des sœurs Papin Sister My Sister avec Julie Walters. Elle partage ensuite l'affiche de Loch Ness avec Ted Danson et celle du drame domestique Une vie normale avec Martin Donovan, Ian Hart et Jason Flemyng qui remporte le prix du public au Festival du film britannique de Dinard 1996.
La même année, elle fait face à Glenn Close dans le carton Les 101 Dalmatiens, adapté du dessin-animé de Walt Disney de 1961. L'année suivante, elle est au casting du blockbuster Event Horizon, le vaisseau de l'au-delà avec également Laurence Fishburne et Sam Neill qui est cependant un échec au box-office.
L'année 2000 est chargée pour Joely Richardson dont trois gros films sortent sur les écrans : d'abord la comédie romantique Droit au cœur conduite par David Duchovny et Minnie Driver, puis la comédie purement british Maybe Baby ou Comment les Anglais se reproduisent à l'impressionnant casting (dont Hugh Laurie, Emma Thompson, Joanna Lumley, Kelly Reilly). Enfin, le film de Roland Emmerich, The Patriot, le chemin de la liberté avec Mel Gibson et le jeune Heath Ledger dépasse les 200 millions de dollars de recettes dans le monde.
Joely Richardson accède enfin à une réelle notoriété internationale à partir de 2003 en interprétant jusqu'en 2010 le rôle de Julia McNamara, l'épouse d'un des deux chirurgiens du feuilleton télévisé Nip/Tuck. Son interprétation lui permet de prétendre au Golden Globe de la meilleure actrice dans une série télévisée dramatique, deux années consécutives (2004-2005). 
En 2010, elle interprète la reine Catherine Parr dans les derniers épisodes de la dernière saison des Tudors, sur Showtime puis retrouve sa mère, Vanessa Redgrave, en 2011 dans le film Anonymous, où l'une joue le rôle d'Élisabeth d'Angleterre âgée et l'autre jeune. Elle sera aussi au casting de Millénium : Les Hommes qui n'aimaient pas les femmes, adapté par David Fincher. L'année suivante, elle est au générique du thriller Red Lights avec aussi Robert De Niro, Sigourney Weaver et Cillian Murphy, puis de la comédie Sex Therapy avec Gwyneth Paltrow, Tim Robbins et Mark Ruffalo.
La comédienne reste très active au cinéma et change régulièrement de registre. Ce sera la science-fiction en 2015 avec Maggie face à Arnold Schwarzenegger, l'espionnage en 2016 dans Snowden d'Oliver Stone et le thriller en 2018 avec Red Sparrow dont Jennifer Lawrence est la tête d'affiche. 
En 2019, elle est à l'affiche de la série de science-fiction The Rook, distribuée par la plateforme Starz,.

### Vie privée
En 1992, elle épouse le producteur Tim Bevan dont elle divorce en 2001. Ils ont une fille ensemble, Daisy Bevan (en).

## Filmographie

### Cinéma

#### Court métrage
- 1999 : Toy Boys de Gaby Dellal : Camilla

#### Longs métrages
- 1968 : La Charge de la brigade légère (The Charge of the Light Brigade) de Tony Richardson : Extra
- 1984 : L'Hôtel New Hampshire (The Hotel New Hampshire) de Tony Richardson : Une serveuse
- 1985 : Wetherby de David Hare : Jean Travers, jeune
- 1987 : Body Contact de Bernard Rose : Dominique
- 1988 : Triple Assassinat dans le Suffolk (Drowning by Numbers) de Peter Greenaway : Cissie Colpitts 3
- 1989 : A proposito di quella strana ragazza de Marco Leto : Giovanna Serafin alia Maria
- 1991 : King Ralph (Ralph Super King) de David S. Ward : Princesse Anna
- 1992 : Une lueur dans la nuit (Shining Through) de David Seltzer : Margrete Von Eberstein
- 1992 : Rebecca's Daughters de Karl Francis : Rhiannon
- 1994 : La Petite Star (I'll Do Anything) de James L. Brooks : Cathy Breslow
- 1994 : Sister My Sister de Nancy Meckler : Christine Papin
- 1996 : Loch Ness de John Henderson : Laura
- 1996 : Une vie normale (Hollow Reed) de Angela Pope : Hannah Wyatt
- 1996 : Les 101 Dalmatiens (101 Dalmatians) de Stephen Herek : Anita
- 1997 : Event Horizon, le vaisseau de l'au-delà (Event Horizon) de Paul W. S. Anderson : Lt. Starck
- 1998 : Wrestling with Alligators de Laurie Weltz : Claire
- 1998 : En attendant le paradis (Under Heaven) de Meg Richman : Eleanor Dunston
- 1998 : The Tribe de Stephen Poliakoff : Emily
- 2000 : Droit au cœur (Return to Me) de Bonnie Hunt : Elizabeth Rueland
- 2000 : Maybe Baby ou Comment les Anglais se reproduisent (Maybe Baby) de Ben Elton et Hugh Laurie : Lucy Bell
- 2000 : The Patriot, le chemin de la liberté (The Patriot) de Roland Emmerich : Charlotte Selton
- 2001 : L'Affaire du collier (The Affair of the Necklace) de Charles Shyer : Marie-Antoinette
- 2003 : Shoreditch de Malcolm Needs : Butterfly
- 2004 : The Fever de Carlo Nero : Une femme à 30 ans
- 2007 : Mimzy, le messager du futur (The Last Mimzy) de Robert Shaye : Jo Wilder
- 2007 : Jonathan Toomey : Le Miracle de Noël (The Christmas Miracle of Jonathan Toomey) de Bill Clark : Susan McDowell
- 2011 : Anonymous de Roland Emmerich : Elisabeth, jeune
- 2011 : Millénium : Les Hommes qui n'aimaient pas les femmes (The Girl with the Dragon Tattoo) de David Fincher : Anita Vanger
- 2012 : Red Lights de Rodrigo Cortés : Monica Handsen
- 2012 : Sex Therapy de Stuart Blumberg : Katie
- 2014 : Vampire Academy de Mark Waters : la reine Tatiana Ivashkov
- 2014 : Un amour sans fin de Shana Feste : Anne Butterfield
- 2015 : Maggie de Henry Hobson : Caroline
- 2015 : The Messenger de David Blair : La psychiatre
- 2015 : Papa Hemingway in Cuba de Bob Yari : Mary Hemingway
- 2016 : Snowden d'Oliver Stone : Janine Gibson
- 2016 : Fallen de Scott Hicks : Ms Sophia
- 2017 : The Time of Their Lives (en) de Roger Goldby : Lucy
- 2017 : The Hatton Garden Job de Ronnie Thompson : Erzebet Zslondos
- 2018 : Red Sparrow de Francis Lawrence : Nina Egorova
- 2018 : La Part obscure (In Darkness) de Anthony Byrne : Alex
- 2018 : The Aspern Papers de Julien Landais : Miss Tina (également productrice exécutive)
- 2018 : Surviving Christmas with the Relatives de James Dearden : Lyla
- 2019 : Color Out of Space de Richard Stanley : Theresa Gardner
- 2020 : The Turning de Floria Sigismondi
- 2025 : Downton Abbey 3 de Simon Curtis

### Télévision

#### Séries télévisées

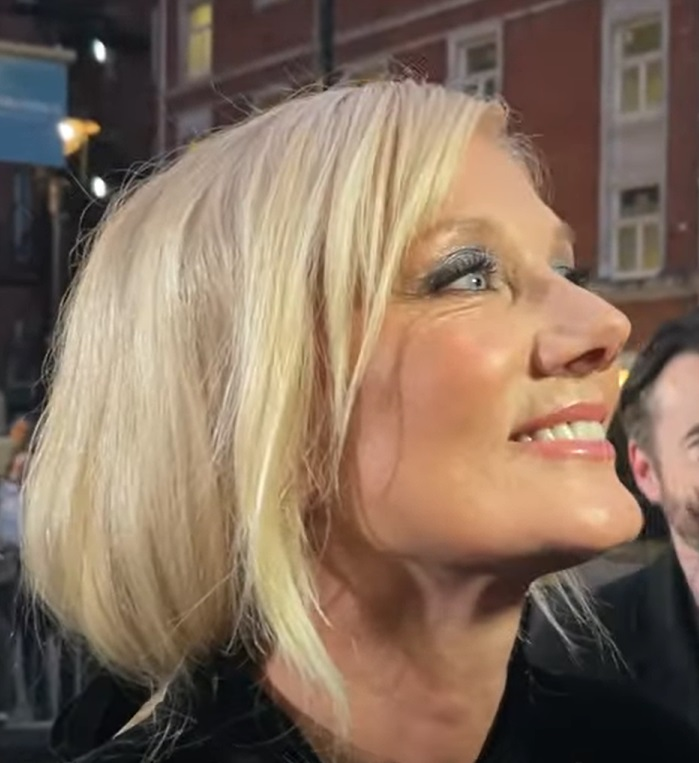
Richardson à l'avant-première de "The Gentlemen" en 2024

- 1987 : Kin of the Castle : Pamela (pilote non retenu)
- 1988 : Monstres et Merveilles (The Storyteller) : La princesse (1 épisode)
- 1989 : Behaving Badly : Serafina (mini-série, 4 épisodes)
- 1989 : Hercule Poirot (Agatha Christie's Poirot's) : Joanna Farley (1 épisode)
- 1990 : The Jim Henson Hour : Une princesse (1 épisode)
- 1990 : Screenplay : Gussy (1 épisode)
- 1990 : Screen Two : Janetta Wheatland (1 épisode)
- 1993 : Lady Chatterley (en) : Lady Chatterley (mini-série, 4 épisodes)
- 1998 : The Echo : Amanda Powell (mini-série, 2 épisodes)
- 2003 - 2010 : Nip/Tuck : Julia McNamara (rôle principal - 100 épisodes)
- 2007 : Freezing (en) : Rachel (1 épisode)
- 2009 : Le Jour des Triffides (The Day of the Triffids) : Jo Playton (mini-série, 2 épisodes)
- 2010 : Les Tudors : Catherine Parr (saison 4, 5 épisodes)
- 2012 : Titanic: Blood and Steel : Comtesse Markiewicz (mini-série, 1 épisode)
- 2017 : Emerald City : Glinda (7 épisodes)
- 2019 : The Rook : Lady Farrier (8 épisodes)
- 2020 : Blacklist (The Blacklist) : Cassandra Bianchi (saison 7, épisode 12)
- 2022 : Sandman : Ethel Cripps (3 épisodes)
- 2022 : Suspect : Jackie Sowden (2 épisodes)
- 2022 : Blacklist (The Blacklist) : Cassandra Bianchi (saison 9, épisode 13)
- 2024 : The Gentlemen
- 2024 : Un jour : Helen Cope

#### Téléfilms
- 2003 : La Villa des souvenirs (Fallen Angel) de Michael Switzer : Katherine Wentworth
- 2005 : Les Mensonges d'une mère (Lies My Mother Told Me) de Christian Duguay : Laren Sims
- 2005 : Wallis and Edward de David Moore : Wallis Simpson
- 2006 : Virus - Nouvelle menace (Fatal Contact: Bird Flu in America) de Richard Pearce : Dr. Iris Varnack
- 2013 : Paganini, le violoniste du diable (Der Teufelsgeiger) de Bernard Rose : Ethel Langham

## Distinctions
Sauf indication contraire ou complémentaire, les informations mentionnées dans cette section proviennent de la base de données IMDb.

### Récompenses
- Festival international du film de Valladolid 1994 : meilleure actrice pour Sister My Sister
- Character and Morality in Entertainment Awards 2005 : Camie Award pour La Villa des souvenirs

### Nominations
- Film Independent's Spirit Awards 1999 : meilleure actrice dans un second rôle pour Under Heaven
- 61e cérémonie des Golden Globes 2004 : meilleure actrice dans une série télévisée dramatique pour Nip/Tuck
- Gold Derby Awards 2004 : meilleure actrice dans une série télévisée dramatique pour Nip/Tuck
- 9e cérémonie des Satellite Awards 2004 : meilleure actrice dans une série télévisée dramatique pour Nip/Tuck
- 62e cérémonie des Golden Globes 2005 : meilleure actrice dans une série télévisée dramatique pour Nip/Tuck
- 10e cérémonie des Satellite Awards 2005 : meilleure actrice dans une série télévisée dramatique pour Nip/Tuck

## Voix francophones
En version française, Joely Richardson est dans un premier temps doublée par Brigitte Aubry dans Les 101 Dalmatiens, Catherine Privat dans Event Horizon, le vaisseau de l'au-delà, Isabelle Gardien dans The Patriot : Le Chemin de la liberté et Cécilia Paoli dans L'Affaire du collier.
De 2001 à 2015, Déborah Perret la double de manière sporadique dans Maybe Baby ou Comment les Anglais se reproduisent, Mimzy, le messager du futur, Red Lights et Maggie. La doublant en 2003 dans Nip/Tuck et La Villa des souvenirs, Laurence Dourlens devient sa voix régulière par la suite. Elle la retrouve dans Les Tudors, Emerald City, Anonymous, Red Sparrow et Color Out of Space.
En parallèle à ces deux comédiennes, Joely Richardson est également doublée à titre exceptionnel par Micky Sébastian dans Millénium : Les Hommes qui n'aimaient pas les femmes, Sylvie Santelli dans Sex Therapy, Catherine Hamilty dans Vampire Academy, Maïté Monceau dans Paganini, le violoniste du diable, Françoise Cadol dans Snowden, Nathalie Gazdik dans The Time of Their Lives (en), Pauline Brunel dans La Part obscure et Véronique Augereau dans Un jour. Récemment, Isabelle Gardien la retrouve dans les séries The Gentlemen et Surface (en).